# Michael Copps
Michael Joseph Copps (Milwaukee, 23 april 1940) is een Amerikaans oud-hoogleraar en bestuurder.

## Levensloop
Copps studeerde aan het Wofford College waar hij in 1963 zijn bachelorgraad behaalde. Hier werd hij gekozen om toe te treden tot de eregenootschappen  Pi Gamma Mu en Phi Beta Kappa. In 1968 behaalde hij zijn doctoraat aan de Universiteit van North Carolina te Chapel Hill.
Van 1967 tot 1970 was hij hoogleraar geschiedenis aan de Loyola-universiteit New Orleans. Hij maakte bijna twaalf jaar deel uit van de staf van de democratische senator Ernest Hollings en werd vervolgens benoemd als assistent-secretaris van het United States Department of Commerce.
Sinds 2001 is hij een van de commissarissen van de Federal Communications Commission (FCC), een onafhankelijk bestuursorgaan van de Amerikaanse regering. Sinds 20 januari 2009 oefende hij daarnaast kortstondig de rol uit van voorzitter van het dagelijks bestuur van de FCC. Deze rol stond hij op 29 juni van dat jaar af aan Julius Genachowski, toen deze werd beëdigd voor de Amerikaanse senaat.
Op 18 januari 2011 gaven het FCC en de United States Department of Justice toestemming aan Comcast Corporation om NBC Universal over te nemen. Copps was de enige commissaris van de FCC die tegen de overname was.

## Erkenning
In 2011 werd Copps onderscheiden met de Four Freedoms Award voor vrijheid van meningsuiting.